# Tropical Light
Tropical Light er et ølmærke fra Grupo Modelo som blev introduceret på markedet i Mexico den 28. maj 2005. Det er en lavkalorieøl og har et lavt alkoholniveau (3,0 procent). Øllet er af typen pilsner, har en lys gylden farve og bliver produceret i 355 ml aluminiumsbokse.